# Reino de Fiji
```
   |-
       |
Erro:
:  
valor não especificado para "
nome_comum
"
```

Reino de Fiji, também chamando de Reino de Viti, foi uma monarquia de curta duração no atual Fiji. Durou de 1871 a 1874 e o seu único rei foi Ratu Seru Epenisa Cokobau. 
O Reino de Fiji foi o primeiro estado unificado do Fiji e cobriu a maior parte do território atual do país, com a exceção da ilha de Rotuma. Cokobau era o vanivalu (Senhor da Guerra ou Chefe Supremo) da ilha de Bau. Seu pai, Tanoa Visawaqa, havia conquistado a confederação de Buresabaga, mas nunca subjugou o oeste do Fiji. Cokabau governava a maioria das ilhas orientais das ilhas e se declarou Rei do Fiji (Tui Viti). Isso ocasionou a oposição de vários chefes, que se consideravam primus inter pares. Entretanto, em junho de 1871, John Bates Thurston, cônsul honorário britânico, persuadiu os chefes fijianos para que aceitassem a monarquia constitucional com Cokobau como rei, mas com os poderes nas mãos de um gabinete e uma legislatura dominada por colonos australianos. A Assembleia Legislativa se reuniu pela primeira vez em Levuka, em novembro de 1871. 
Em poucos meses, o gasto excessivo do governo levou ao acumulo de dividas incrontroláveis. Em 1872, após muitos distúrbios económicos e sociais, Thurston se dirigiu ao governo britânico e um pedido ao rei Cokobau para ceder as ilhas. Dois comissários britânicos foram enviados às Ilhas Fiji para investigar a possibilidade de uma anexação. A questão foi complicada por manobras de poder entre Cakobau e seu antigo rival, Ma'afu , com os dois homens negociando por muitos meses. Em 21 de março de 1874, Cokobau fez uma oferta final, e os britânicos aceitaram. Em 23 de setembro, Sir Hercules Robinson, que logo seria nomeado governador geral, chegou do HMS Dido e recebeu Cokobau com uma saudação real de 21 tiros. Depois de algumas negociações, Cokobau aceitou abdicar do trono. Em 10 de outubro de 1874, Cokobau, Ma'afu e um grupo de chefes assinaram duas copias da Escritura de Cessão que estabelecia a Colônia do Fiji, que durou quase um século. 